# Arna Ýr Jónsdóttir
Arna Ýr Jónsdóttir (Kópavogur, 30 maggio 1995) è una modella ed ex astista islandese, eletta Miss Islanda 2015 e Miss Universo Islanda 2017.
È stata incoronata Miss Islanda 2015 e l'ha rappresentato il suo Paese a Miss Mondo 2015. Arna ha poi vinto Miss Universo Islanda 2017 e ha rappresentato l'Islanda a Miss Universo 2017.

## Carriera

### Atletica
Arna Ýr è stata un’atleta di atletica leggera specializzata nel salto con l'asta. Ha vinto il campionato femminile islandese, e ha vinto la medaglia di bronzo ai Campionati Europei 2014 a Tbilisi.

### Concorsi di bellezza
Arna ha ricevuto il suo primo titolo nazionale dopo essere stata incoronata Miss Islanda 2015 a settembre 2015. Nel giugno 2016, ha vinto il concorso Miss Euro. Ha continuato a rappresentare l'Islanda a Miss Mondo 2015. Arna Ýr fu in seguito scelta per rappresentare l'Islanda alla Miss Grand International 2016, ma si ritirò dopo essere stata informata dagli organizzatori del concorso che aveva bisogno di perdere peso. A seguito del suo ritiro, la notizia è stata riportata da diversi organi di stampa internazionali, come CNN e The Independent. Successivamente, la Nike l'ha assunta come rappresentante del marchio. Nel 2017, Arna ha vinto Miss Universo Islanda 2017 e ha rappresentato l'Islanda a Miss Universo 2017. Il suo titolo termina dopo aver incoronato Katrín Lea Elenudóttir nel ruolo di Miss Universo Islanda 2018 nell'agosto 2018.

## Palmarès
| Anno | Manifestazione    | Sede    | Evento           | Risultato | Prestazione | Note |
| ---- | ----------------- | ------- | ---------------- | --------- | ----------- | ---- |
| 2014 | Europei a squadre | Tbilisi | Salto con l'asta | Bronzo    | 3,50 m      |      |